# Ellen van Loon
Ellen van Loon (geboren 1963 in Hulst, Niederlande) ist eine niederländische Architektin. 1998 trat sie in das Architekturbüro Office for Metropolitan Architecture (OMA) in Rotterdam ein, dessen Partnerin sie von 2002 bis 2024 war.

## Beruflicher Werdegang

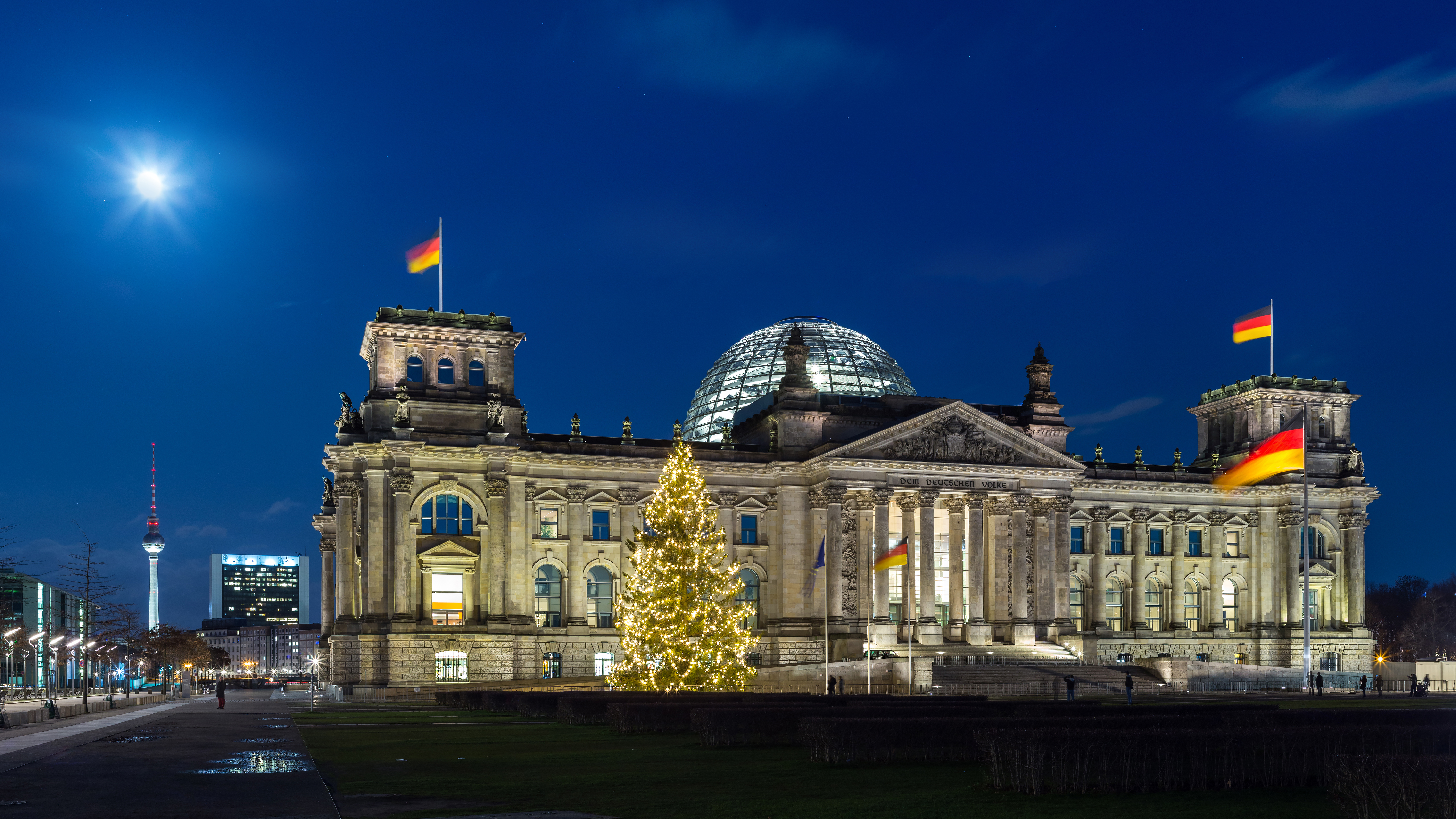
Das umgebaute Reichstagsgebäude mit der charakteristischen Glaskuppel über dem Abgeordnetensaal.

### Ausbildung und erste Erfahrungen bei Foster + Partners
Van Loon studierte an der Technischen Universität Delft Architektur. Nach ihrem Studienabschluss 1991 entschied sie sich nach Berlin zu ziehen, um in der boomenden Stadt ihre ersten Erfahrungen als Architektin zu machen. Zunächst beschäftigte sie sich mit einigen kleineren Projekten.
Von 1992 bis 1998 arbeitete sie im britischen Architekturbüro Foster + Partners an der Neugestaltung des Berliner Reichstagsgebäudes mit.

### Office for Metropolitan Architecture

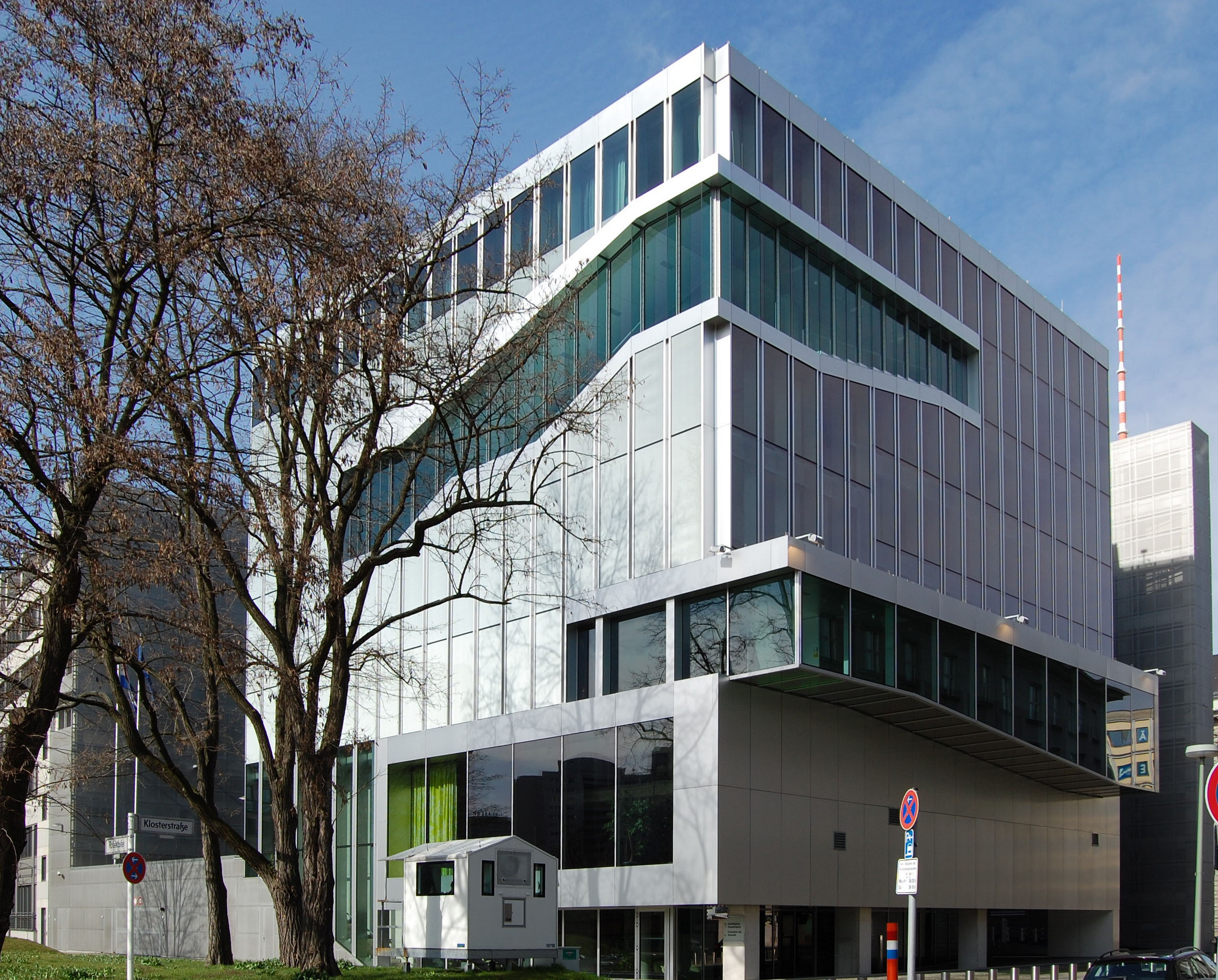
Niederländische Botschaft in Berlin, Deutschland 2003.

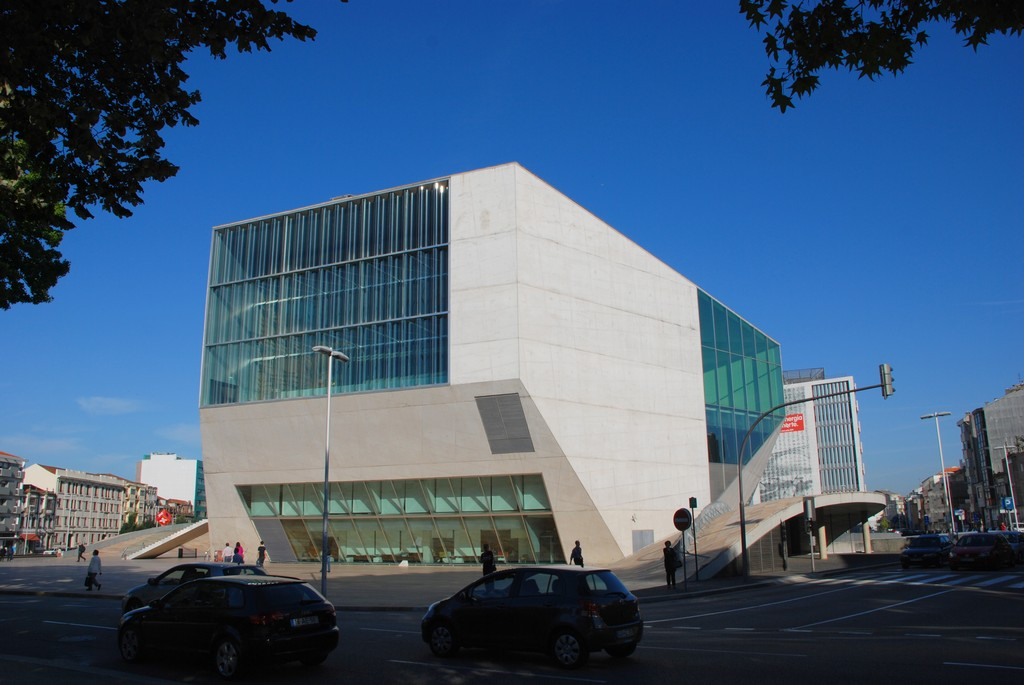
Casa da Musica, Porto, Portugal 2005.

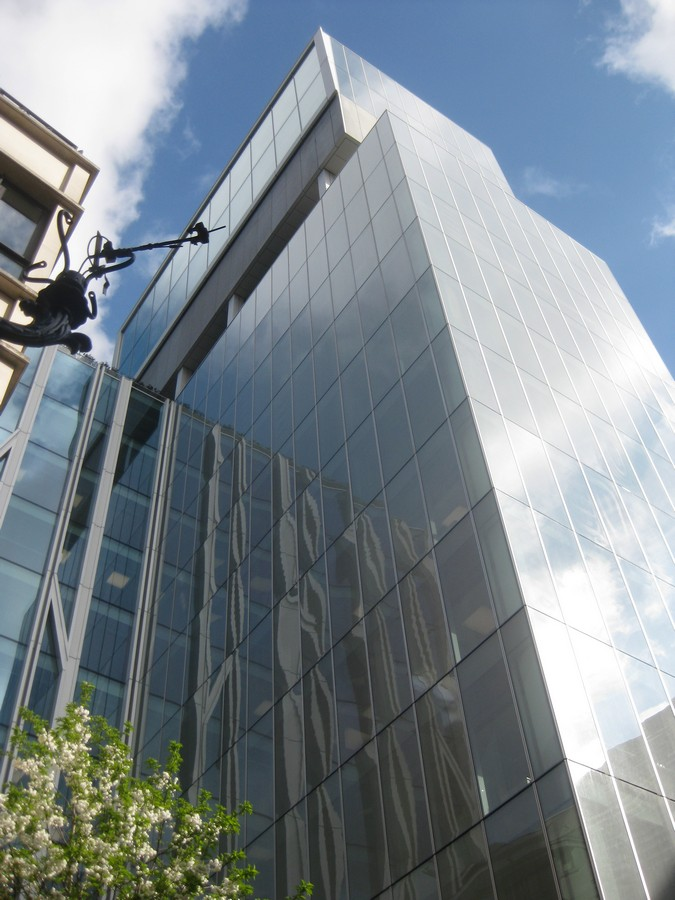
New Court, Firmensitz der Rothschild Bank, London, Vereinigtes Königreich 2011.

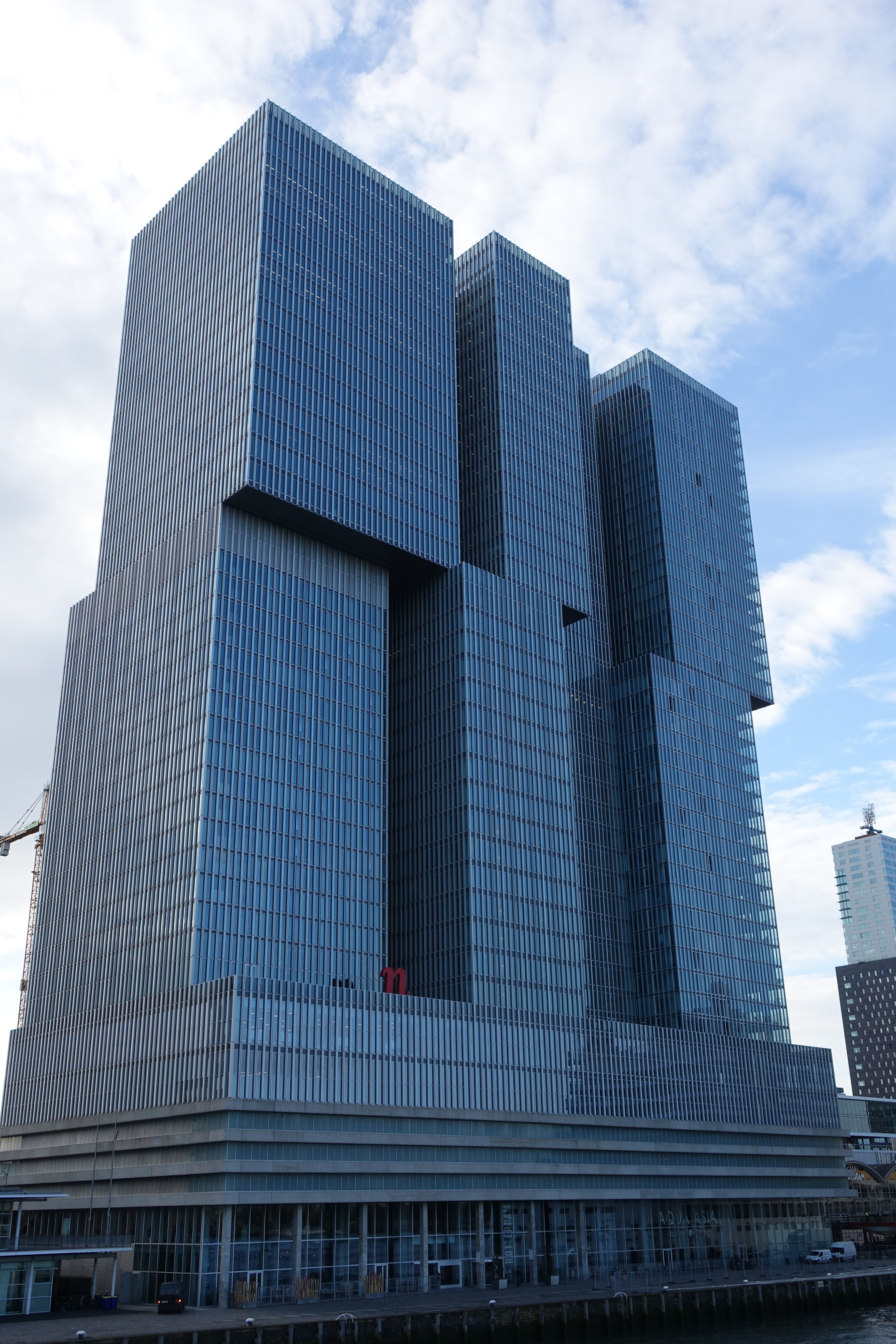
De Rotterdam, Rotterdam, Niederlande 2013.

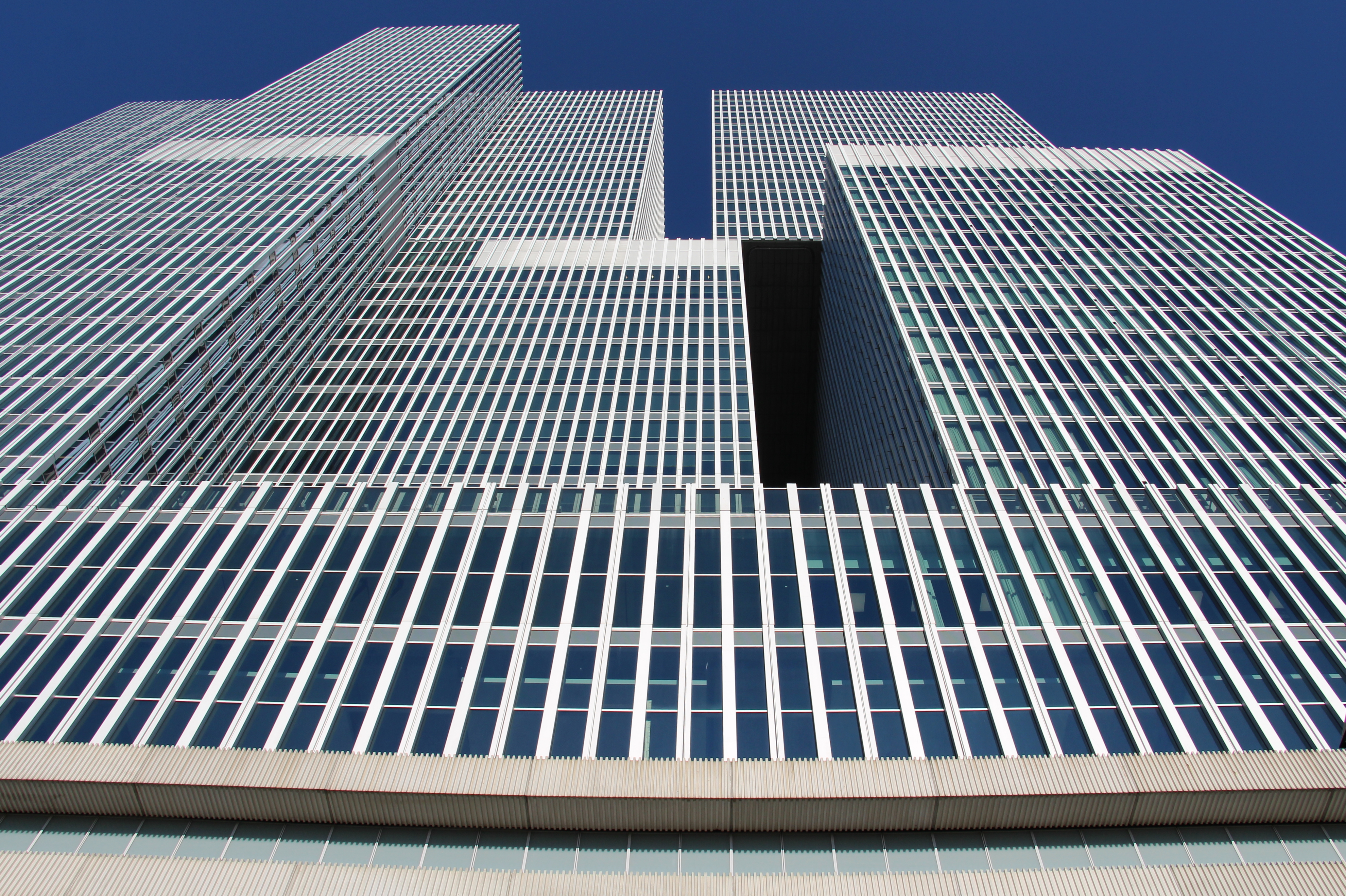
De Rotterdam. Fassadendetail.

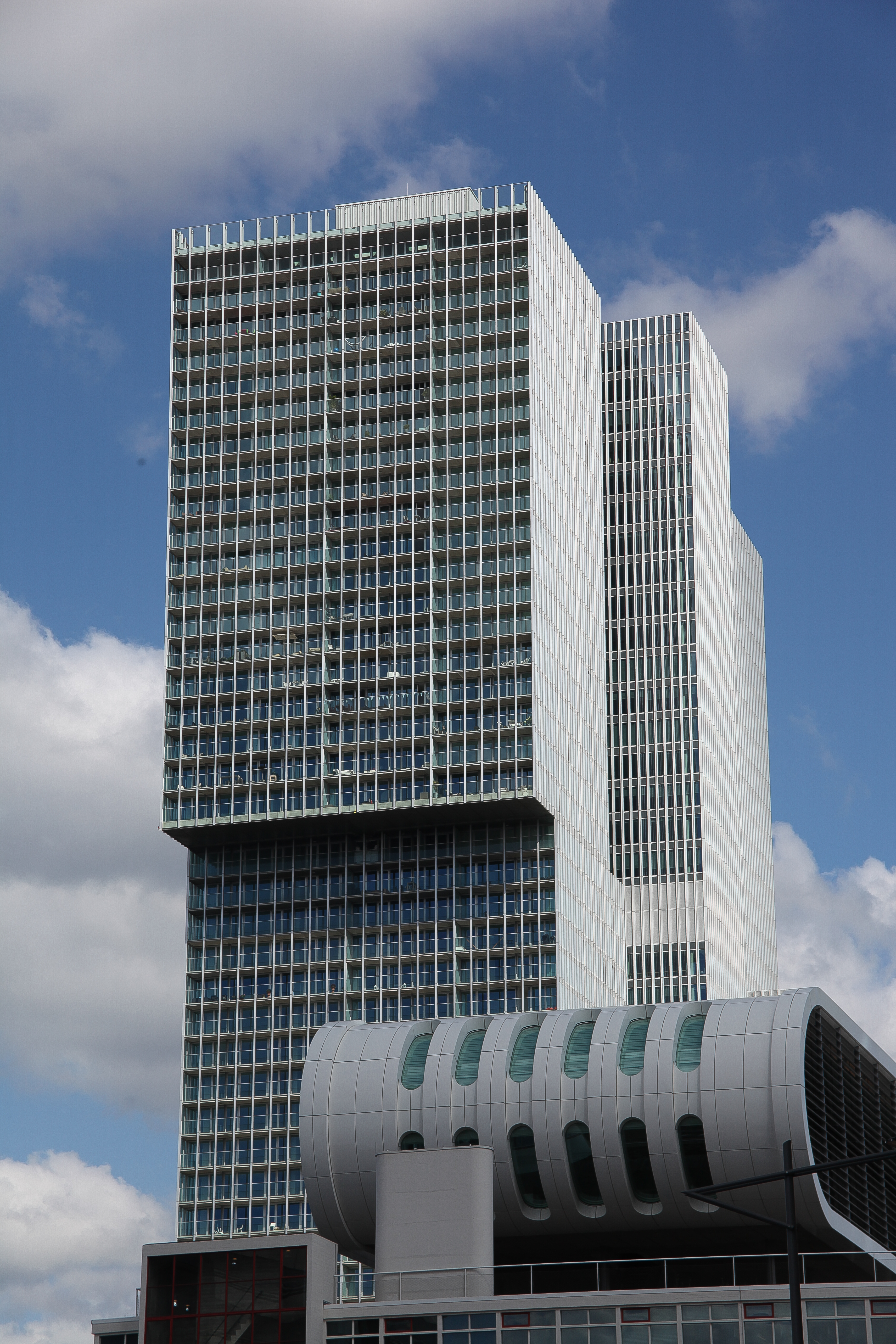
De Rotterdam, Rotterdam, Niederlande 2013.

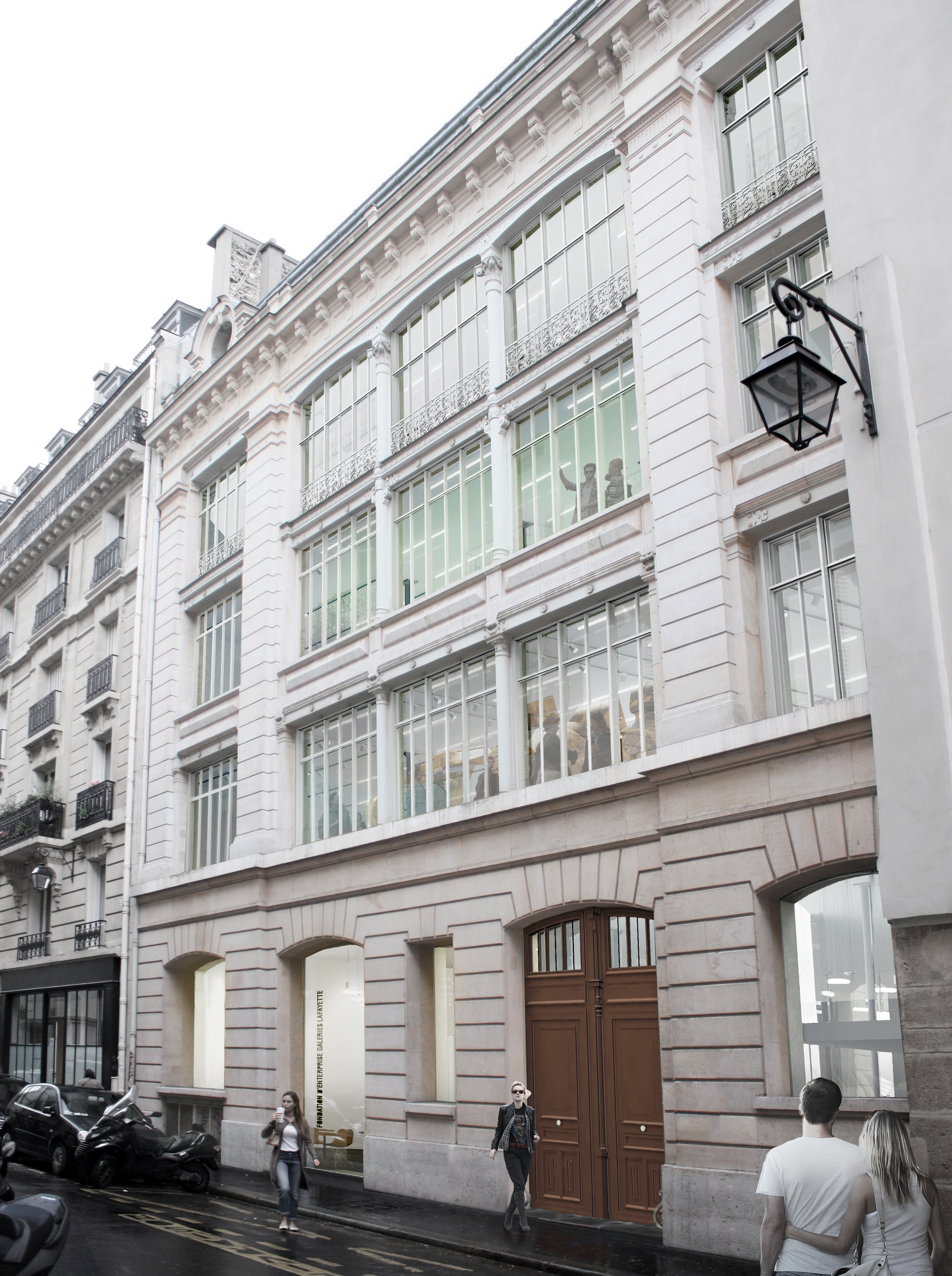
Hauptsitz der Stiftung „Galleries Lafayette“, Paris, Frankreich 2018.

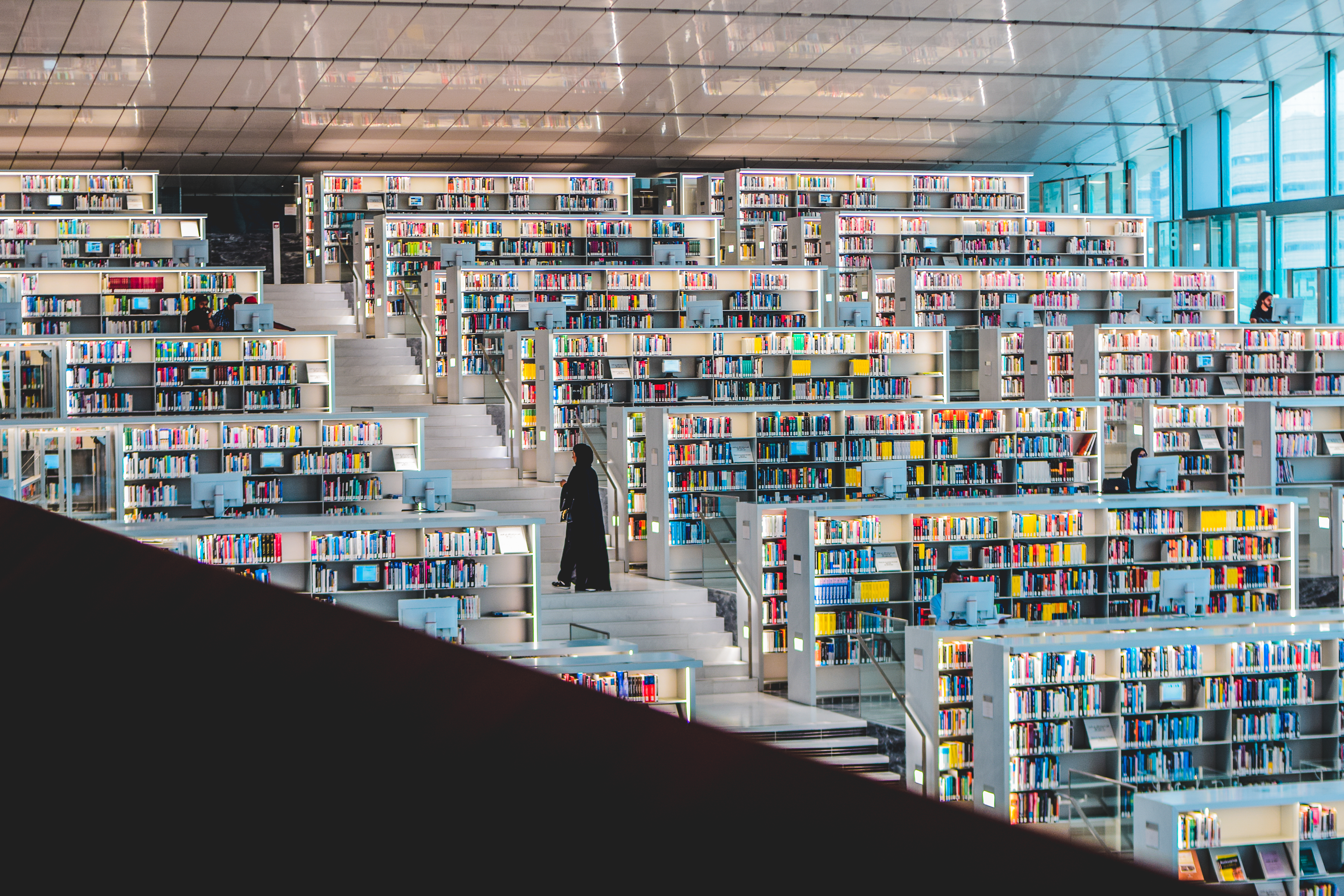
Nationalbibliothek von Katar, Innenraum 2018.

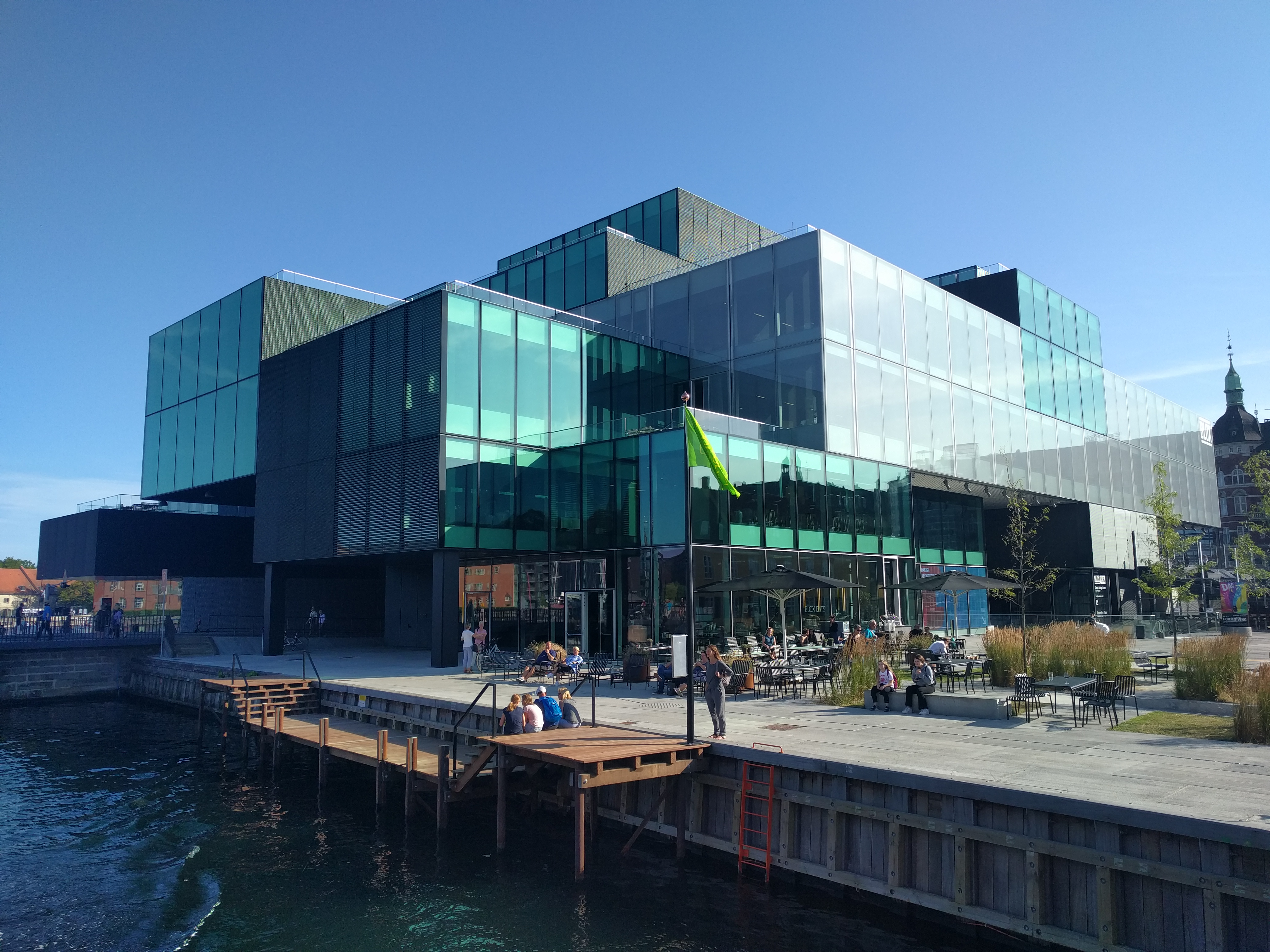
BLOX, das Dänische Architekturzentrum in Kopenhagen, Dänemark 2018.

Nach der Rückkehr in die Niederlande, wurde ihr 1998 von OMA angeboten, das Designteam für die Auftragsstudie Universal Headquarters für Seagram in Los Angeles zu leiten. In der Modellierung wurde ein Gebäudekomplex als Stadt der Zukunft entworfen, bei der in Türmen und horizontalen Ebenen zu einer universellen Stadt arrangiert wurden, um Büros, Wohnungen, Kultureinrichtungen, Geschäfte und Hotels zu beherbergen. Für Van Loon war die Arbeit an dieser Studie ein Sprungbrett für andere Aufträge.
Sie wurde 2002 eine von acht Partnern von OMA und 2004 zur geschäftsführenden Gesellschafterin ernannt.
Gebäude, die van Loon verantwortete, wurden bekannt durch das anspruchsvolle Design, die präzise Ausführung und die große Sorgfalt in der Wahl der Materialien. Ihre Designphilosophie ist es, markante Gebäude zu schaffen, die dennoch eine große Sensibilität für Details aufweisen. Sie möchte auf Bedürfnisse ihrer Kunden eingehen und sie dennoch überraschen.
Befragt nach ihrer Rolle als Frau im Team von OMA, sagte sie in einem Interview:

„Ich habe nie zwischen männlichen und weiblichen Architekten unterschieden. Einige Architekten, die mich inspirieren, sind Männer, andere Frauen. Bei OMA muss ich sagen, dass die Gebäude, die ich mit einem gemischten Team entworfen habe, immer besser zu sein scheinen. Architekten sind sehr gut darin, rational zu sein, während weibliche Architekten dem Design „Weichheit“ und doppelte Interpretationen verleihen können; sozusagen mehr Schichten auf allen Ebenen der Architektur“

In der Regel arbeitet van Loon an drei bis fünf Projekten parallel. Typischerweise beginnt sie ein neues Projekt mit zwei bis drei Leuten und bezieht immer mehr Mitarbeiter ein.
Zusammen mit Rem Koolhaas und Reinier de Graaf entwarf sie die Pläne für De Rotterdam, einer vertikalen Stadt, die im alten Rotterdamer Hafen gebaut wurde. Der Gebäudekomplex besteht aus drei 150 Meter hohen, unregelmäßig gestalteten Türmen, die auf einem gemeinsamen Sockel basieren. An der Basis und in unterschiedlichen Höhen der Türme sind Kommunikationskanäle vorgesehen. Der Gebäudekomplex bietet von jeder Perspektive ein unterschiedliches Erscheinungsbild. Er beherbergt Wohnungen, Büros, Geschäfte, Konferenzsäle, Freizeiteinrichtungen und ein Hotel. Der Name stammt von einem Schiff mit Emigranten an Bord, das vom Wilhelminapier mit dem Ziel auf die Vereinigten Staaten von Amerika ablegte.
2013 erhielt van Loon von der britischen Zeitschrift Architects’ Journal den Women Architect of the Year Award verliehen.
Eines ihrer gefeierten und vieldiskutierten Projekte ist das 2019 fertiggestellte BLOX, das Dänische Architekturzentrum (DAC) in Kopenhagen. Es liegt am Wasser, wird von einer Hauptverkehrsader unterfahren und ist aus verschieden großen, unterschiedlich gestalteten Blöcken aufgeschichtet. Es enthält Ausstellungsräume und Büros, aber auch Kommunikationsbereiche, ein Café, ein Restaurant, einen Buchladen, ein Fitnesscenter, über 20 Wohnungen und eine öffentliche Tiefgarage. Ein ursprünglicher Spielplatz kann heute abends als Open-Air-Kino genutzt werden.
Ellen van Loon und Liesbeth van der Pol wurden 2017 als Architektinnen für die Renovierung des Binnenhofs in Den Haag, dem Sitz des niederländischen Parlaments, beauftragt. Am 3. September 2019 wurden sie von Staatssekretär Knops aus dem Vertrag entlassen, was den Staat 2,7 Millionen Euro kostete. Die Abgeordneten waren der Meinung, dass die Entwürfe von van der Pol und van Loon nicht dem Wunsch nach einer nüchternen und effizienten Renovierung entsprächen. Stattdessen wurde Pi de Bruijn, der schon einmal mit der Renovierung der Parlamentshäuser betraut war, als Architekt unter Vertrag genommen, da er eher in der Lage sei, einen nüchternen Entwurf zu machen. Van Loon verteidigte daraufhin ihren Entwurf in den Medien.
Eine Reihe von Projekten sind noch im Bau, wie die Simone-Veil-Brücke in Bordeaux. Bei anderen Projekten wird noch an den Entwürfen gefeilt, so für die Renovierung des Kaufhauses des Westens (KaDeWe) in Berlin, für den Neubau des KaDeWe in Wien oder für das Palais de Justice in Lille.

## Fertiggestellte Projekte
Ellen van Loon hat eine Vielzahl von Projekten geleitet, die Preise gewonnen haben. Häufig wird in den Medien nur der Geschäftsführer von OMA Rem Koolhaas als verantwortlicher Architekt genannt. Bei allen unten aufgelisteten Projekten wird in den Projektbeschreibungen von OMA ihre Leitungsfunktion ausgewiesen:
- 2003: Niederländische Botschaft Berlin, Deutschland. Gewinner des BDA-Preises Berlin 2003.[25] Zusammen mit Rem Koolhaas Gewinner des Mies-van-der-Rohe-Preises der Europäischen Union im Jahr 2005[26]
- 2005: Casa da Música in Porto, Portugal.[27] Gewinner des RIBA European Awards 2007[28]
- 2009: Der Prada Transformer, temporärer Pavillon in Seoul, Südkorea[29]
- 2011: New Court, der Firmensitz der Rothschild Bank in London, Vereinigtes Königreich. Nominierung für den RIBA Stirling Prize 2012[30][31]
- 2011: Außen- und Innendesign für das Maggie’s Center in Glasgow, Schottland.[32] Andrew Doolan Award 2012 der Royal Incorporation of Architects in Scotland (RIAS). Nominierung für den RIBA Stirling Prize 2012[33][31]
- 2012: CCTV Headquarters in Peking, China[34]
- 2013: De Rotterdam, das größte Gebäude in den Niederlanden[35]
- 2013: Bryghusprojektet, Kulturzentrum in Kopenhagen, Dänemark[36]
- 2014: Firmensitz von G-Star RAW in Amsterdam, Niederlande[37]
- 2017: Lab City CentraleSupélec, französische Universität in Paris, Frankreich[38][39]
- 2017: Rijnstraat 8 (neues Außenministerium) in Den Haag, Niederlande[40][41]
- 2018: BLOX, das neue Gebäude für das Dänische Architekturzentrum (DAC) in Kopenhagen, Dänemark[42][43][44]
- 2018: Nationalbibliothek Katars in Doha[45]
- 2018: Hauptsitz der Stiftung „Galeries Lafayette“ in Paris, Frankreich[46]
- 2019: Hem in Zaandam, Niederlande[47]
- 2020: Neubau für die Brighton College School of Science and Sport, Vereinigtes Königreich.[48] Gewinner von zwei RIBA Awards 2021: Dem RIBA South East Award 2021 und dem RIBA National Award 2021[49]
- 2021: Bvlgari Fine Jewelry Show, Mailand[50]
- 2022: Jacquemus: shop-in-shops bei Selfridges und Harvey Nichols in London und in den Galeries Lafayette in Paris[51]
- 2022: SolidNature: „Beyond the Nature“, Ausstellung für die Milan Design Week, Mailand[52]
- 2023: Tiffany & Co.: temporärer Verkaufsraum an der Avenue Montaigne, Paris[53]
- 2023: Tiffany & Co.: Ausstellungsraum in Doha, Katar[54]
- 2023: Aviva Studios (Home of Factory International), Manchester[55][56][57]

## Veröffentlichungen
- Mit Rem Koolhaas: Casa da Musica Porto. ICASD, Brussel 2005, OCLC 949775002.
- Contaminating Architecture. Louisiana, 2018, OCLC 1035552455.